# Machine Castaing

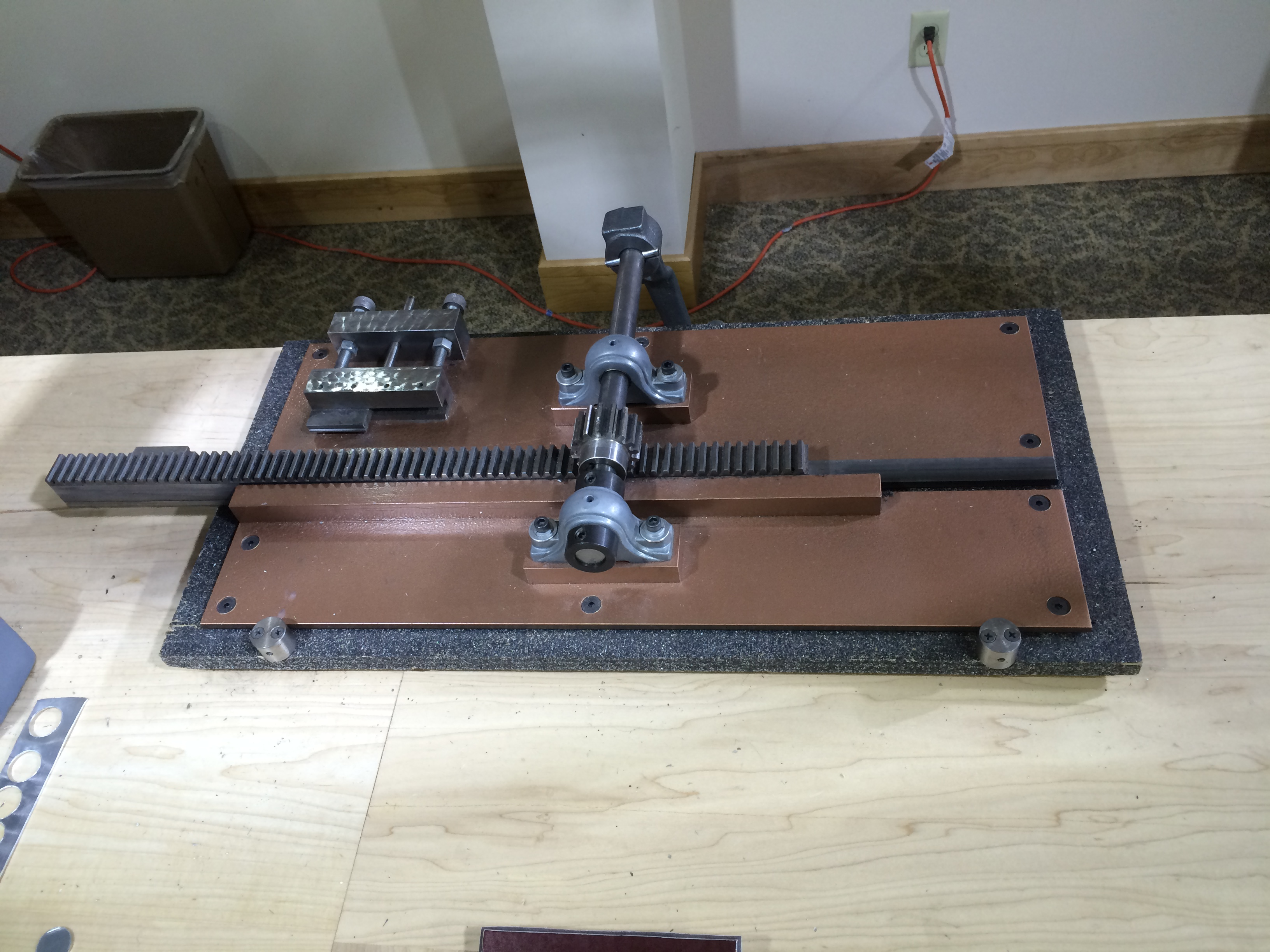
Une machine Castaing, exposée au musée de l'American Numismatic Association.

La machine Castaing est un appareil utilisé pour ajouter des lettres et des décorations sur la tranche d'une pièce de monnaie. Ce lettrage est rendu nécessaire par la contrefaçon et le rognage des bords, problème courant résultant du caractère irrégulier des pièces frappées au marteau. Lorsque Aubin Olivier introduit en France la monnaie frappée, il met également au point une méthode de marquage des bords avec un lettrage qui permet de détecter si le métal a été rasé sur le bord. Cette méthode consiste à utiliser un collier dans lequel le métal s'écoule sous la pression de la presse. Cette technique est plus lente et plus coûteuse que les méthodes ultérieures. En 1585, la France abandonne la frappe de la monnaie au profit du martelage.
L'Angleterre fait de brèves expériences avec la frappe de la monnaie, mais ce n'est que lorsque Peter Blondeau (en) y introduit sa méthode de frappe de la monnaie au milieu du XVIIe siècle que cette technique commence à être utilisée sérieusement dans ce pays. Blondeau invente également une méthode différente de marquage de la tranche, qui est, selon lui, plus rapide et moins coûteuse que celle mise au point par Olivier. Bien que la méthode exacte de Blondeau soit secrète, les numismates affirment qu'elle ressemble probablement au dernier dispositif inventé par Jean Castaing. La machine de Castaing marque les bords au moyen de deux règles en acier qui, lorsqu'un flan de monnaie est forcé entre elles, impriment des légendes ou des dessins sur son bord. Le dispositif de Castaing trouve la faveur en France, et il est finalement adopté dans d'autres nations, y compris la Grande-Bretagne et les États-Unis, mais il est finalement éliminé par des techniques de frappe de monnaie mécanisée.

## Contexte

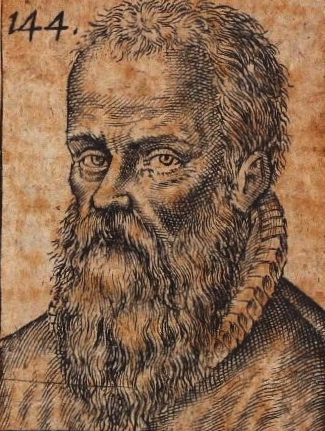
Aubin Olivier a introduit la presse à monnaie en France.

Avant l'introduction de la monnaie moulée, la monnaie martelée, qui donne un produit relativement brut de forme et de taille irrégulières, prédomine dans les monnaies européennes. Vers 1550, un orfèvre d'Augsbourg, Max Schwab, crée une nouvelle technique de frappe des pièces de monnaie, qui comprend l'utilisation de laminoirs, de presses pour découper les ébauches de pièces de monnaie et de la presse à monnaie. Après avoir pris connaissance de l'invention par l'intermédiaire de l'ambassadeur de France, le roi Henri II dépêche le contrôleur des finances Guillaume de Marillac et François Guilhem, maître de la Monnaie de Lyon, pour observer les machines. La presse de Schwab est munie d'une poignée en bois lestée qui exerce une pression uniforme sur le flan de la pièce, créant une frappe plus nette et plus précise que le martelage. De Marillac demande à Anne de Montmorency de lui envoyer un ingénieur capable de créer une machine similaire ; il envoie l'ingénieur Aubin Olivier. Ce dernier examine la machine et introduit en France sa propre version, à laquelle il ajoute plus tard un collier segmenté. Le métal en expansion remplit ainsi le collier, créant des roseaux, des dessins ou des lettres sur la tranche en même temps que les images de l'avers et du revers sont frappées sur la pièce. Les segments du collier sont ensuite retirés, et la pièce éjectée. Ces inscriptions sont utilisées pour faciliter la détection des pièces dont la bordure était abîmée par le découpage du métal, un problème fréquemment rencontré dans les pièces frappées au marteau. La méthode de frappe des pièces d'Olivier est considérée comme coûteuse par rapport à celle utilisée auparavant, car la matrice supérieure de la pièce entre souvent en contact avec le collier lors de sa descente, causant des dommages coûteux. La frappe de la monnaie est donc abandonnée en 1585 au profit du martelage.